# Jelcz 120MM
Jelcz 120MM – dwunastometrowy, średniopodłogowy autobus miejski o 3 dwuskrzydłowych drzwiach o układzie 2-2-2. Produkowany był w latach 1992–1995 przez Jelczańskie Zakłady Samochodowe w Jelczu-Laskowicach.

## Opis autobusu
Jest to autobus z rodziny Jelcz 120M. Autobus powstał poprzez modernizację starego modelu PR110M. Jest on dalszą wersją rozwojową modelu PR110MM.
Jelcze 120MM od PR110M różniły się z zewnątrz, górną częścią ściany przedniej, wielkością okna na tylnej ścianie (w PR110M zajmował on prawie połowę powierzchni ściany, podczas gdy w 120MM tylko 25%).
Autobus otrzymał silnik MAN D0826LUH o mocy maksymalnej 220 KM, oraz 4 biegową automatyczną skrzynię biegów ZF 4HP500, znaną wrocławianom już z Jelcza PR110MM.
Autobusy w większości trafiły do MZK Warszawa, noszącego obecnie nazwę MZA Warszawa (70 sztuk w latach 1992-1994), następnie do Wrocławia (31 sztuk), Szczecina i wielu innych miast w Polsce.
We Wrocławiu pierwszy autobus tego typu pojawiły się w roku 1993, i był to Jelcz 120MV, który obecnie jeździ po ulicach Rzeszowa. z numerem #633 Od Jelcza 120MM różnił się tylko silnikiem (120MV posiadał silnik Volvo THD102KF o mocy maksymalnej 245 KM). Po Wrocławiu jeździł z numerem #1001.
W tym samym roku do MPK Wrocław dostarczono 11 Jelczy 120MM o numerach #9001-#9011. Posiadały one windy dla niepełnosprawnych, odskokowo-odchylne drzwi kierowcy, otwarte kabiny, a także 2 miejsca wydzielone do przewozu wózków dziecięcych, jedna naprzeciwko środkowych drzwi, oraz naprzeciwko trzecich drzwi.
W roku 1994 dostarczono do MPK, kolejnych 20 egzemplarzy Jelczów 120MM. Od poprzednio dostarczonych różniły się m.in. brakiem windy dla niepełnosprawnych, otwieranymi do środka drzwiami kierowcy, fabrycznie montowaną zamkniętą kabiną kierowcy, oraz silnikiem MAN D0826 LUH 05 (w poprzednich montowano silniki MAN D0826LUH) spełniającym normy Euro 1, później oznaczony jako Jelcz 120MM/1.
Wszystkie Jelcze 120MM, jakie trafiły do MPK Wrocław, posiadały klasyczne kremowo-czerwone malowanie.
W 2000 roku, Jelcz o numerze #9003 doznał poważnych uszkodzeń wskutek wypadku z tramwajem. Pomimo zniszczeń, MPK Wrocław wysłało go do ZNA Bralin na remont.
Wrócił on z nowym zderzakiem przednim wykonanym z tworzyw sztucznych, drzwiami pomalowanymi od wewnątrz na niebiesko, żółtymi poręczami.
(Obecnie autobus ten posiada zderzak od skasowanego Jelcza M11, drugie i trzecie drzwi niepomalowane od wewnątrz oraz tylną ścianę znaną z Jelczy L120.)
Trzy lata później zaczęto w MPK, modernizować i remontować Jelcze 120MM. Naprawa polegała głównie na odświeżeniu wnętrza, wymianie blach, a w niektórych egzemplarzach (m.in. #9022) także i wymianie okien.
Modernizacje polegały zaś na wymianie tylnej ściany na znaną z Jelczy T120, oraz zmianie schematu malowania na żółto-czerwone z cienką żółtą kreską poziomą w dolnej części. Czerwony kolor sięgał nieco poniżej dolnej linii okien, a żółty lakier był nanoszony nieco poniżej dolnej linii okien aż nad górną linię okien.
W dwóch autobusach #9009 i #9017 wymieniono także siedziska na znane z wrocławskich Jelczy M121, półtwarde wykonane z tworzyw sztucznych.
Tak zmodernizowana została zdecydowana większość Jelczy, oprócz egzemplarzy o numerach #9010 oraz #9022, które zostały poddane tylko naprawie, zachowując oryginalną ścianę tylną.
Ze względu na brak niskiej podłogi, obecnie w wielu przedsiębiorstwach komunikacji miejskiej dąży się do wycofania tego typu autobusu. Nie przeprowadza się już wysoko rozbudowanych remontów tych autobusów, tylko drobne naprawy i remonty.
Wyjątkiem jest jak na razie MZA Warszawa, która wysłała do Jelcza na odbudowę, 3 swoje Jelcze 120MM, które wróciły już jako Jelcze M120 Supero.
Równocześnie w Warszawie rozpoczęły się w roku 2007 kasacje Jelczy 120MM, w związku z dostawą najnowszych niskowejściowych Jelczy M121 Mastero. We Wrocławiu kasację "stodwudziestek" zaczęto od wyżej wymienionego egzemplarza #9003 a do końca roku miała zniknąć ich połowa.